# Fergana Challenger 2005
Il Fergana Challenger 2005 è stato un torneo di tennis facente parte della categoria ATP Challenger Series nell'ambito dell'ATP Challenger Series 2005. Il torneo si è giocato a Fergana in Uzbekistan dal 16 al 20 maggio 2005 su campi in cemento.

## Vincitori

### Singolare
Lu Yen-hsun ha battuto in finale  Danai Udomchoke con il punteggio di 6–1, 7–6(3)

### Doppio
Murad Inoyatov /  Denis Istomin hanno battuto in finale  Lu Yen-hsun /  Danai Udomchoke con il punteggio di 6–1, 6–3